# Лутації (рід)
Лутації — заможний плебейський рід (нобілі) у Стародавньому Римі. Його представники багато разів займали вищі магістратури. Мали когномен Катул.

## Найвідоміші Лутації
- Гай Лутацій Катул, консул 242 року до н. е., переможець карфагенського флоту в Егатських островів у 241 році до н. е., уклав мирну угоду, що завершила Першу пунічну війну.
- Квінт Лутацій Катул Церкон, консул 241 року до н. е.
- Квінт Лутацій Катул, консул 220 року до н. е.
- Квінт Лутацій Катул, консул 102 року до н. е., у 101 році до н. е. разом з Гаєм Марієм розбив кімбрів при Верцеллах.
- Квінт Лутацій Катул Капітолін, консул 78 року до н. е., цензор 65 року до н. е., друг Марка Цицерона, противник Гая Юлія Цезаря.